# Porumbeni, Mureș
Porumbeni (în maghiară Galambod) este un sat în comuna Ceuașu de Câmpie din județul Mureș, Transilvania, România.

## Istoric

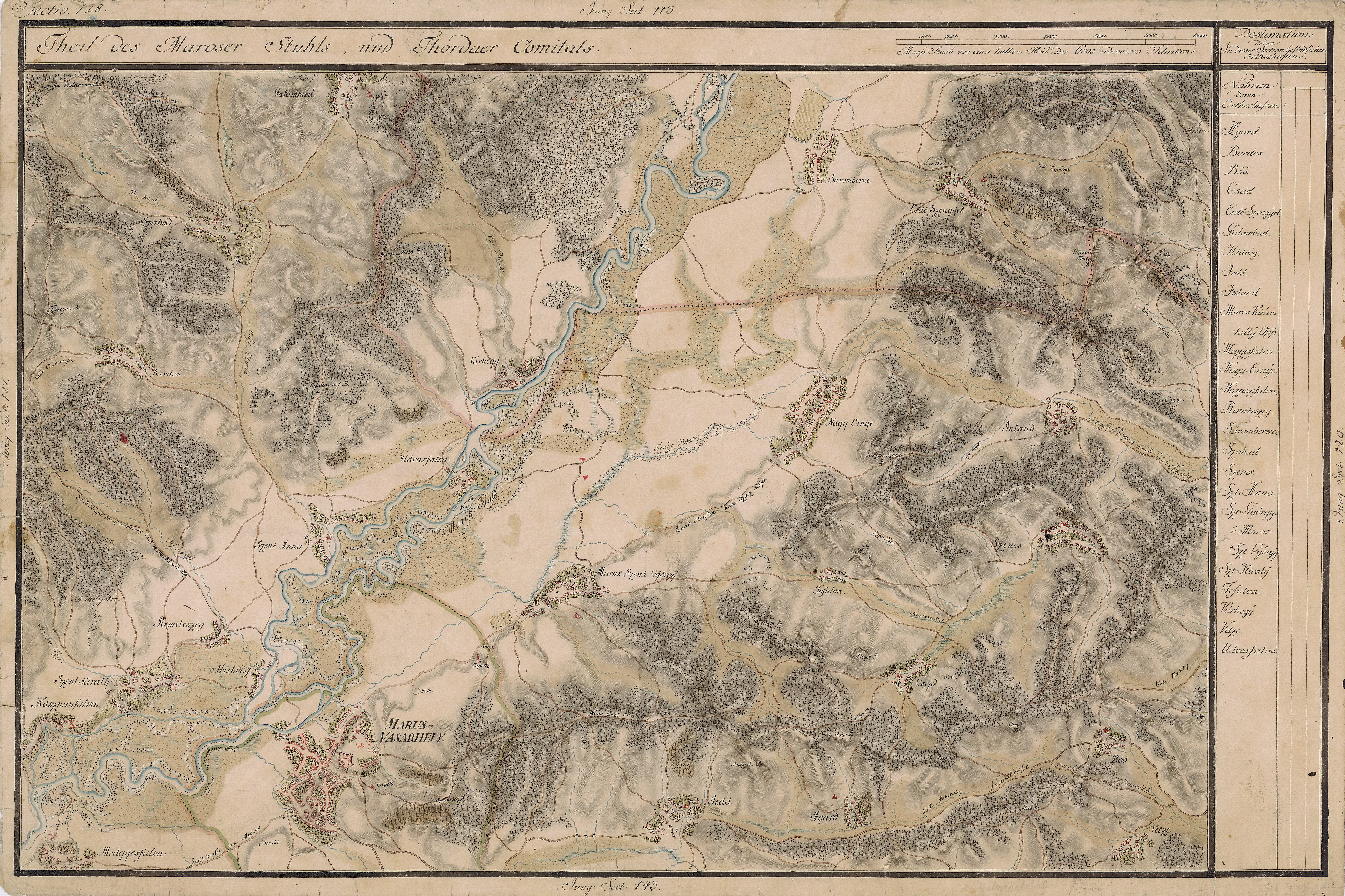
Porumbeni pe Harta Iosefină a Transilvaniei, 1769-1773

Pe Harta Iosefină a Transilvaniei din 1769-1773 (Sectio 128), localitatea a apărut sub numele de „Galambod”.

## Lăcașuri de cult
- Biserica de lemn din Porumbeni